# République soviétique socialiste de Lettonie
Cet article concerne l'État indépendant entre 1918 et 1920. Pour l'État créé en 1940, composante de l'URSS de son annexion la même année jusqu'en 1990, voir République socialiste soviétique de Lettonie.
17 décembre 1918 – 13 janvier 1920
1 an et 27 jours
Entités précédentes :
- République de Lettonie
- Duché balte uni
- Iskolats

Entités suivantes :
- République de Lettonie

La république soviétique socialiste de Lettonie (en letton Latvijas Sociālistiskā Padomju Republika, LSPR, littéralement « république des conseils socialiste de Lettonie »), en abrégé RSS de Lettonie, a été une éphémère république socialiste créée pendant la guerre d'indépendance lettonne. Elle a été proclamée le 17 décembre 1918 avec le soutien politique, économique et militaire de Vladimir Lénine et de son gouvernement bolchevique, alors à la tête de la RSFS de Russie. Le chef du gouvernement en a été un certain temps Pēteris Stučka.

## Début
Elle est la suite d'un éphémère Iskolats (1917-1918).

## Fin
Elle est vite remplacée par la république de Lettonie (1920-1940).